# Mariana Sadovska
Mariana Sadovska (em ucraniano: Садовська Мар'яна) (Lviv, 23 de abril de 1972) é uma cantora, compositora e actriz ucraniana. Ela é filha do cantor ucraniano Viktor Morozov.
Sadovska mudou-se para Colónia mas tem viajado regularmente para aldeias na Ucrânia desde os anos 90 para aprender antigas canções rituais, algo que ela incorpora nas suas próprias composições.

## Prémios
- Creole NRW, 2006[4]
- RUTH German World Music Award, 2013[5]